# Dead Frontier
Dead Frontier est un jeu en ligne massivement multijoueur par navigateur, gratuit, qui se déroule dans un cadre post-apocalyptique, infesté de zombies. Il est exploité par Creaky Corpse Ltd. Dead Frontier est sorti en bêta ouverte le 21 avril 2008,, et compte plus de dix millions de comptes enregistrés. 

## Gameplay
L'utilisateur doit s'inscrire gratuitement,. Une fois l'inscription terminée, le joueur crée un avatar qu'il peut utiliser pour jouer dans un environnement graphique en 3D (bien que, grâce à certains paramètres accessibles via le forum, les joueurs puissent revenir à la version classique en 2D, mentionnée ci-dessous). Grâce à son avatar, le joueur peut également interagir avec de nombreux services impliquant des échanges d'objets en jeu et la communication avec d'autres joueurs.
Dead Frontier se déroule à Fairview City, une ville post-apocalyptique infestée de zombies. En tant que jeu coopératif, les survivants peuvent combattre ensemble les hordes de zombies et entrer dans des avant-postes disséminés dans la ville, des havres de paix pour vivre et faire des affaires, ainsi que barricader des bâtiments pour en faire des avant-postes personnels. Les joueurs peuvent utiliser un assortiment d'armes et d'armures limitées afin de survivre dans les rues infestées de zombies.
Le joueur commence le jeu en choisissant une classe, un emploi ou une profession à Nastya's Holdout, un avant-poste qui lui permet de visiter et d'interagir avec divers services disponibles dans le jeu, comme un marché, une banque et un lieu de stockage d'objets.
Les joueurs apparaissent sur l'écran de l'avant-poste sous la forme d'avatars personnalisables. Les joueurs interagissent les uns avec les autres par le biais des forums, d'une radio CB dans le jeu (chat dans les salles multijoueurs), ainsi que par messagerie privée (MP). Il existe un certain nombre de règles concernant la conduite des joueurs, telles que des règles contre l'escroquerie et l'abus de bogues. La majorité des règles s'appliquent aux forums ou à la radio CB, et toutes les règles sont appliquées par des modérateurs et des administrateurs. Alors que d'autres MMORPG ont introduit des adhésions payantes, Dead Frontier a introduit le concept d'adhésion Gold, permettant aux joueurs d'influencer directement les mécanismes du jeu grâce à un système de crédits. Les crédits peuvent être utilisés pour acheter des armes et des objets dans le jeu.
Les armes, les armures, les vêtements, les munitions, les objets en édition limitée, les objets de mission et les boosters de statistiques à durée limitée, appelés « drogues », constituent une part importante du gameplay de Dead Frontier. Les armes requièrent la force et des statistiques spécifiques pour être utilisées. Elles vont des objets de bas niveau jusqu'à 100 points de statut, 110 points de statut et 120 points de statut. Les armures ne vont que jusqu'à 100 points de statut et ne nécessitent que des points de statut de force pour être utilisées. 

## Développement
Le 21 avril 2008, le jeu a été mis à la disposition du public en version bêta. Le mode multijoueur et le combat joueur contre joueur ont été lancés le 15 juillet 2008, permettant aux joueurs de faire équipe et de jouer le jeu, ou de se battre les uns contre les autres. Un système de marché géré par les joueurs (appelé Dead Frontier Mega Mall) a été créé le 1er octobre 2008 pour faciliter les échanges entre joueurs. Le système de barricades, utilisé pour sécuriser les bâtiments, construire des avant-postes personnels et empêcher les zombies d'y pénétrer, a été lancé le 26 janvier 2009. Il permet aux joueurs de créer leurs propres avant-postes dans la ville intérieure, où ils peuvent accéder aux services (marché, banque, stockage, etc.) comme dans l'avant-poste principal. Un nouveau système d'inventaire a été lancé le 15 mars 2009, ainsi que la possibilité d'effectuer des transactions privées. Un nouveau système de marché a également été mis en place, remplaçant le méga centre commercial de Dead Frontier. Les missions ont été lancées le 19 juillet 2009. Elles donnent des tâches spécifiques aux joueurs, comme détruire tous les infectés dans une zone, pour une récompense en argent et en expérience. Bien que certaines missions soient glitchées, le jeu est bien noté par la communauté des joueurs.
Le 20 septembre 2010, une version en images de synthèse 3D du jeu a été mise à la disposition de tous les joueurs inscrits, après avoir été testée par les membres d'or. La prise en charge de la 3D pour les intérieurs et les barricades a été publiée le 25 mai 2012. Depuis 2015, Dead Frontier dispose de son propre client autonome. Une suite, Dead Frontier 2, est sortie le 5 septembre 2018 via Steam. 

## Dead Frontier: Outbreak
En septembre 2008, en guise de promotion pour Dead Frontier, un jeu d'aventure en mode texte a été publié sous le titre Dead Frontier: Outbreak,. Le jeu a été suivi d'une suite, Dead Frontier: Outbreak 2. 